# 2010年冬季奧林匹克運動會開幕式
2010年冬季奧林匹克運動會開幕式是溫哥華冬季奧運會的開幕典禮，於2010年2月12日當地時間（太平洋標準時間）下午6點正在溫哥華市的卑詩體育館舉行。是次開幕典禮是首次在室內場地舉行。

## 創作團隊
開幕典禮的創作團隊是由大衛·阿特金斯（David Atkins）統領。阿特金斯也曾經統領過2000年悉尼奧運會和2006年多哈亞運會的開幕和閉幕禮創作團隊。

## 典禮程序

### 致敬
在開幕禮開始前一分鐘，大會利用公共廣播系統（PA System）宣佈本次開幕典禮將會向當天因意外而不幸逝世的格魯吉亞運動員諾達爾-庫瑪麗塔什維利致敬。

### 開始
在典禮開始時，場館裡的大螢光幕就開始投射一條短片。在片裡，加拿大雪地滑板運動員約翰尼·里爾（Johnny Lyall）正在滑落一遍高山雪地。在滑雪路上有人手持火棒，而那些人也排出一個加拿大楓葉的圖案。在里爾滑落時，幕後一名報幕員就一一讀出歷屆冬季奧運的主辦城市。
最後，里爾跳出大螢光幕，滑落一個人做山玻，並歡迎在場的觀眾。

### 升旗禮
隨後，皇家加拿大騎警一隊儀仗隊陪同加拿大國旗進場，並在旗杆下把國旗交給加拿大軍隊儀仗隊。國旗隨後升起，而當地一名歌手就以法語和英語唱出國歌啊，加拿大（O, Canada）。

### 原住民歡迎儀式

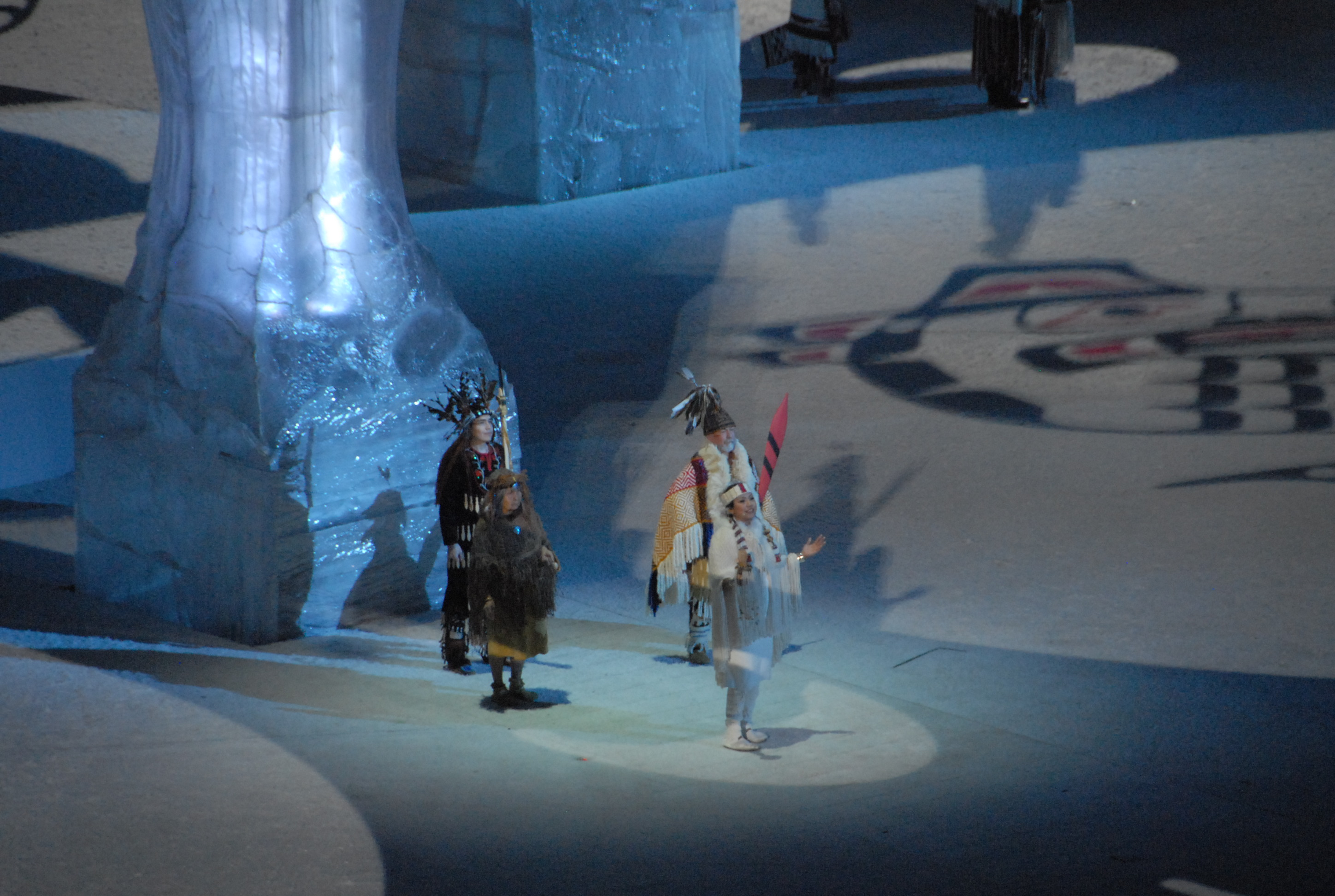

因為奧運會的場地是處於四個原住民國（First Nations）的傳統土地裡。所以，蘇誇密許族國（Squamish Nation）、瑪斯昆族國（Musqueam Nation）、利魯艾特族國（Lil'wat First Nation）、和Tsleil-Waututh族國的首領都被大會承認為國家元首，而在嘉賓席上，他們是坐在加拿大總理史蒂芬·哈珀和總督莊美楷的後面。 
儀式開始時，四條薩利希民族歡迎柱從場地的中央升上，而四個原住民國均以他們的母语歡迎大家。他們其後在運動員進場時一直跳他們的傳統舞。

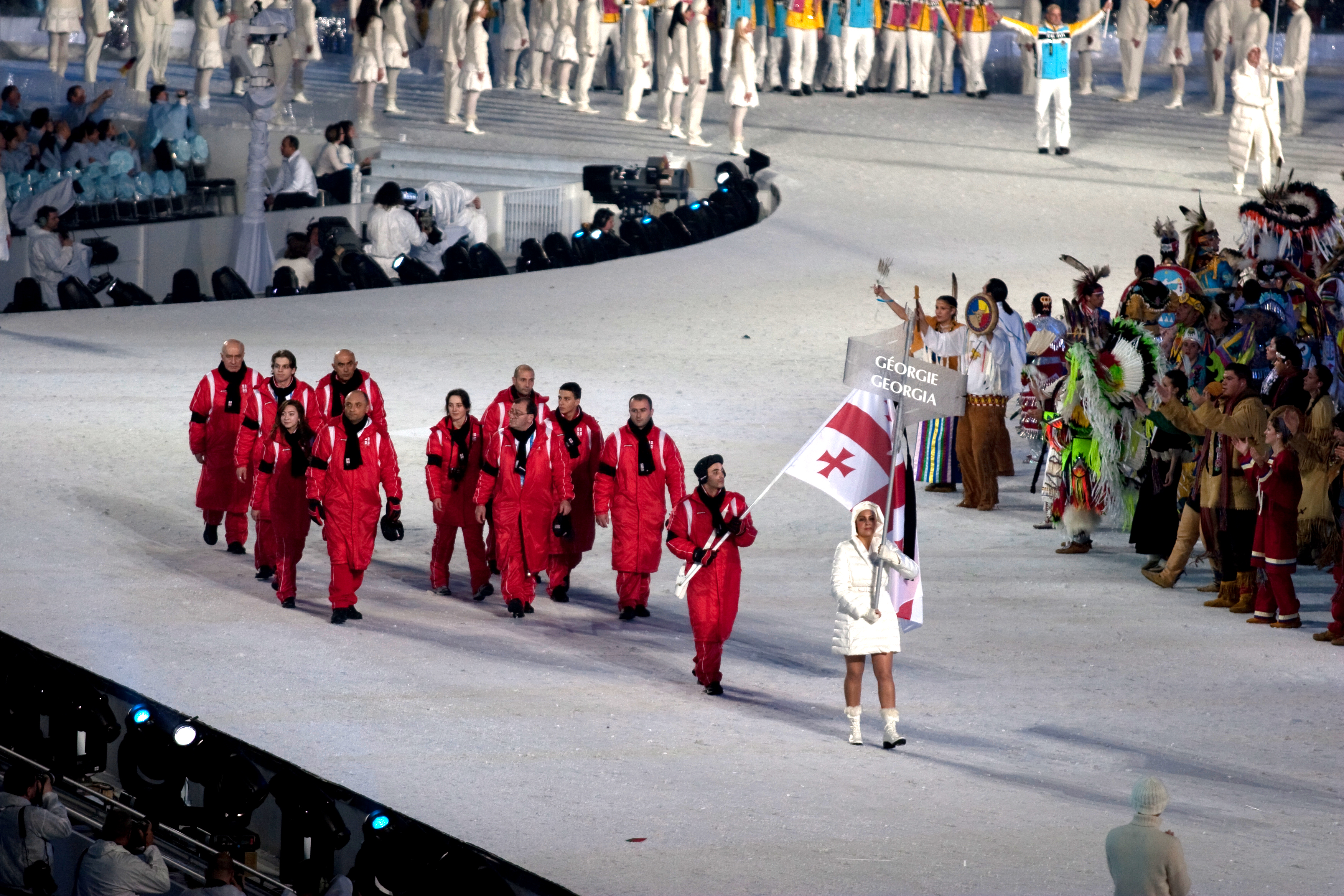
格魯吉亞運動員進場

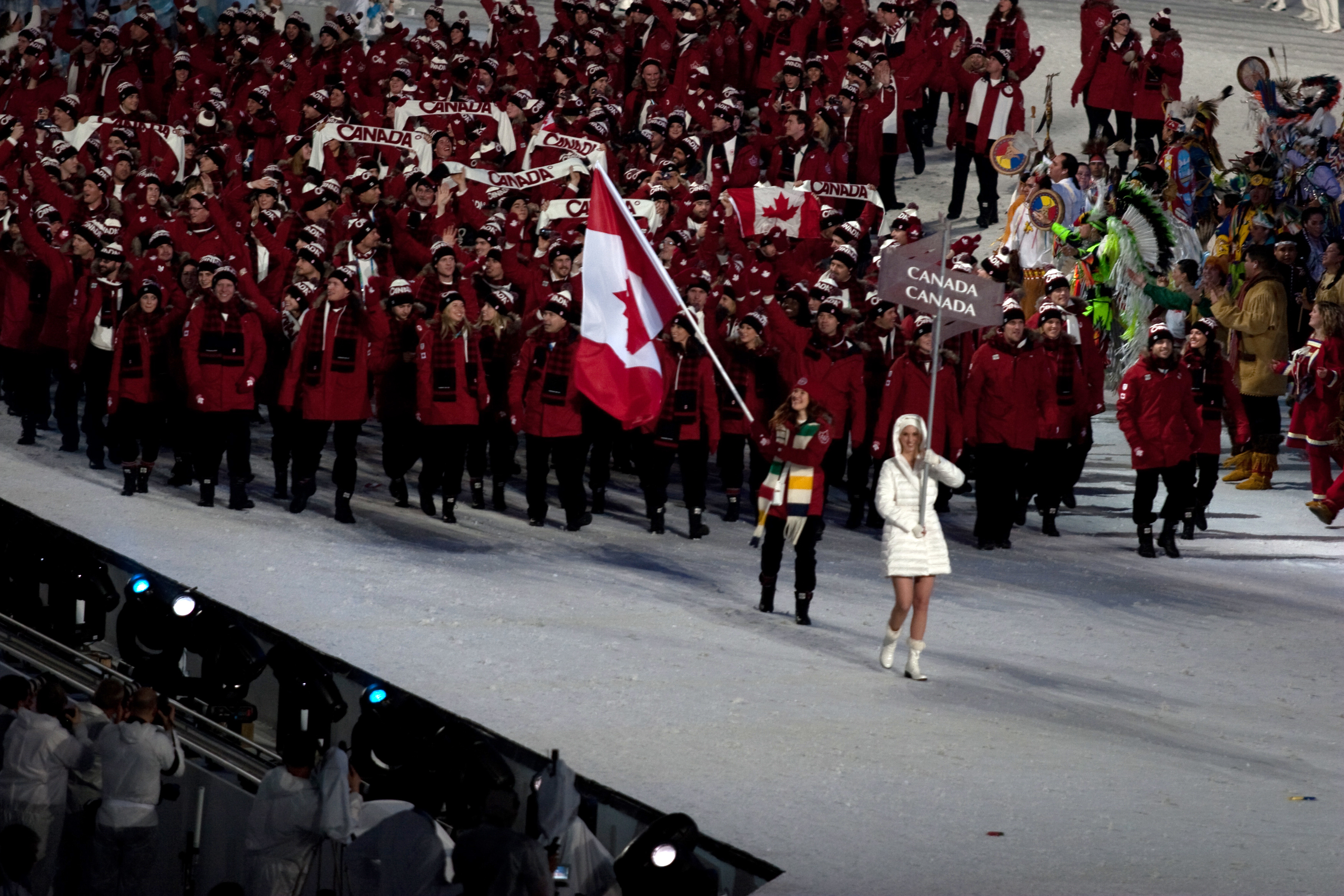
主辦國－加拿大運動員進場

### 運動員進場
按照傳統，希臘國的運動員首先進場，而最後進場的是主辦國加拿大的運動員。雖然在加拿大，英文和法文同樣是國家語言，但是在溫哥華，因為英語是主要語言，所以排名是以國家的英文名排列。

### 格魯吉亞的運動員進場
因為在開幕典禮開始前，格魯吉亞運動員諾達爾-庫瑪麗塔什維利在作雪橇實地訓練時受傷身亡，當格魯吉亞的運動員進場時，全場觀眾和員工都起立致敬。他們身穿黑絲巾，而國旗上也有一條黑帶，一帶表他們悼念庫瑪麗塔什維利。庫瑪麗塔什維利應該站的位置也被漏空。進場後，格魯吉亞運動員並沒有留下欣賞餘下的開幕典禮，並立刻離場。
值得一提的是，澳洲運動員當晚也戴上黑手帶，與格魯吉亞運動員一同悼念庫瑪麗塔什維利。

### 夢的景色（The Landscape of a Dream）
開幕式的文化部份名為「夢的景色」，目的是歌頌加拿大的多元文化、地理和區域。文化部份的導演是2000年悉尼夏季奧運會文化表演的導演：大衞·阿特金斯。旁白由著名加拿大演員當奴·修打蘭唸出。

#### 北方歌頌（Hymns of the North）
- 歌頌加拿大北部

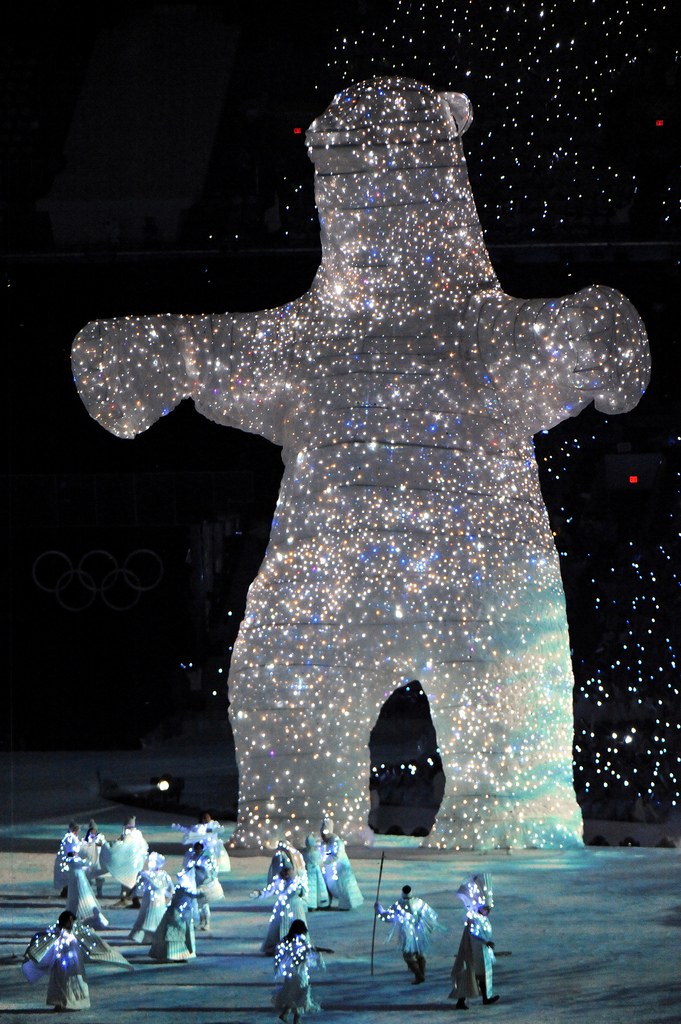
靈魂熊布偶

開始時，一群身穿北方原住民服裝的演員進入場館，場館地下利用燈光效果來型做一個冰封海面。隨後，一個巨大的熊雕像從場館地下出現，在場的原住民演員隨後慶祝。突然間， 利用燈光效果索做的冰封海面開始崩裂，原住民演員爭相走避。冰塊消失後，一群用燈光效果製做的鯨魚進入會場，還在會場中「呼吸」，噴出一團人工做的霧水。

#### 神聖的山谷（Sacred Grove）
- 歌頌加拿大西部的原住民族

鯨魚通過會場後，一群三文魚出現，然後游上在會場地面慢慢昇起的海岸薩利希族迎客柱。迎客柱最後變成一棵大樹。其後，一群舞蹈家出場，在莎拉·克勞克蘭唱"Ordinary Miracle"下跳舞。

#### 秋天節奏（Rhythms of the Fall）
- 歌頌加拿大魁北克省的獨特法國文化，和加拿大的拉小提琴傳統

此部份開始時，一名戴上牛角帽的小提琴家在一條懸空的獨木舟拉小提琴（提及到的是加拿大法語區的Chasse-galerie傳說），與一個在拉小提琴的陰影較量。然後，一群人進場和跳踢踏舞。同時，幾位從加拿大各地的小提琴家利用他省的獨特方法來拉小提琴。

#### 誰見過風（Who Has Seen the Wind）
- 歌頌加拿大中部草原地區

一名芭蕾舞蹈家在一片利用燈光效果製做出來的金黃色草原凌空跳舞。

### 和平之歌

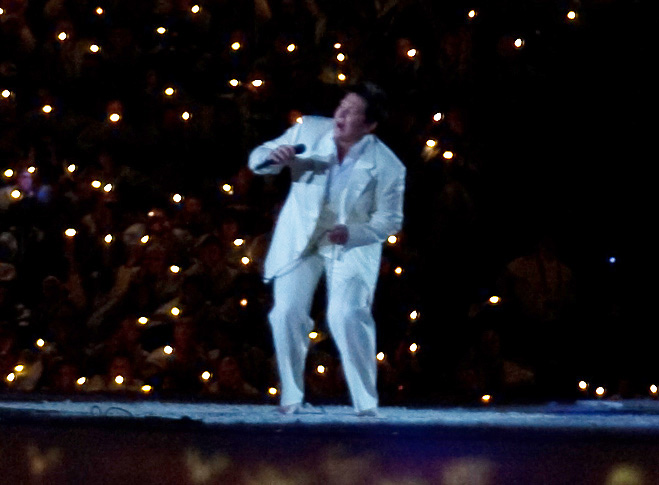
凱蒂蓮表演

#### 奮進之巔（Peaks of Endeavour）

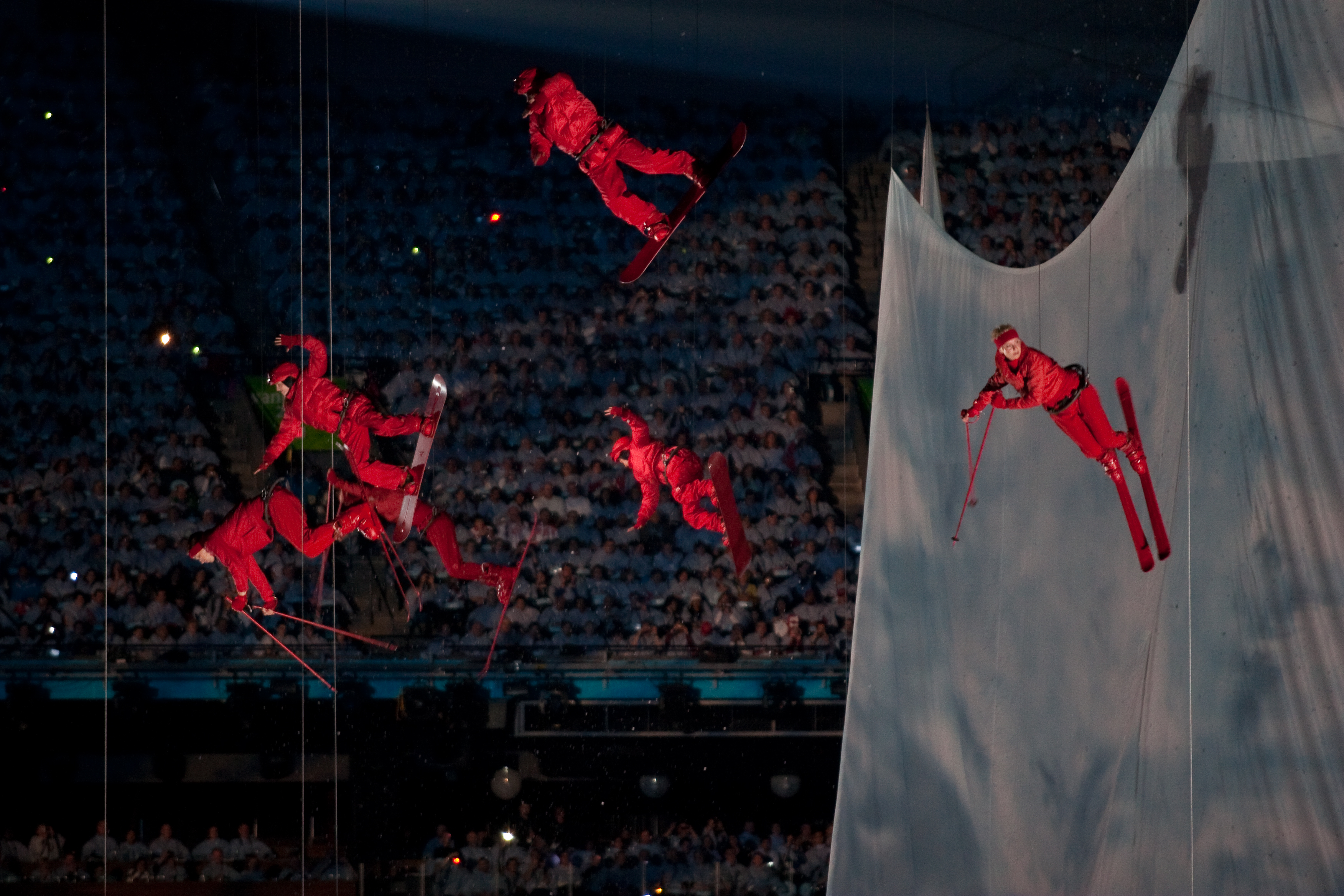
Aerialists mimicking skiing and snowboarding down a mountain

- 歌頌加拿大西部

### 奧運旗進入會場

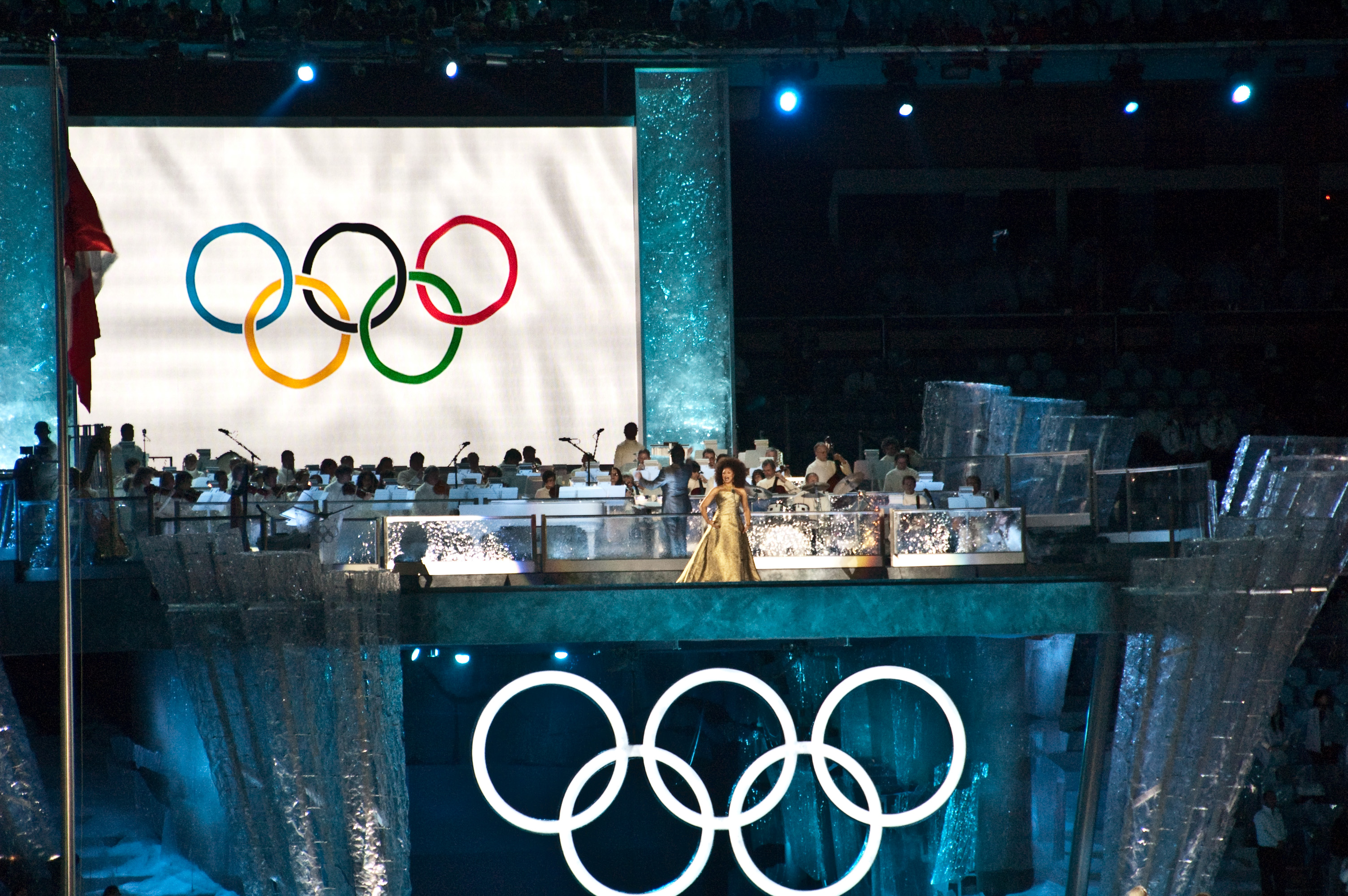
Brueggergosman performs the Olympic Hymn

前冰曲球星Bobby Orr、音樂家Anne Murray、一級方程式冠軍韋倫諾夫、Betty Fox, the mother of cancer research champion Terry Fox、演員Donald Sutherland、花樣滑冰金牌得主芭芭拉·安·史考特；联合国卢旺达援助团指揮官罗密欧·达莱尔以及加拿大太空人Julie Payette，持奧林匹克旗進場。
之後為格魯吉亞雪橇運動會诺达尔·库玛丽塔什维利逝世默哀一分鐘，加拿大國旗及奧運旗均下半旗致哀，另外英屬哥倫比亞眷旗幟亦下半旗致哀直到2月13日午夜所有加拿大省旗以及奧運旗全部下半期致哀

### 宣誓儀式
加拿大女子冰球運動員海莉·維肯海瑟以英語宣誓，至於短道速滑裁判Michel Verrault以法語宣誓。

## 參看
- 2010年冬季奧林匹克運動會閉幕式

## 外部連結
维基共享资源上的相關多媒體資源：2010年冬季奧林匹克運動會開幕式